# 木下和朗
木下 和朗（きのした かずあき、1968年12月9日 - ）は、日本の憲法学者。北海道大学大学院法学研究科教授

## 人物
北海道留萌市生まれ。中村睦男に師事。イギリス憲法、議会政、選挙法、法情報学を中心に研究している。

## 略歴
- 1987年3月 北海道札幌北高等学校卒業
- 1991年3月 北海道大学法学部卒業
- 1993年3月 北海道大学大学院法学研究科修士課程公法専攻修了
- 1993年4月 日本学術振興会特別研究員（~1996年3月）
- 1996年3月 北海道大学大学院法学研究科博士後期課程公法専攻単位取得退学
- 1996年4月 熊本大学法学部助教授
- 2004年4月 熊本大学大学院法曹養成研究科助教授
- 2007年4月 熊本大学大学院法曹養成研究科准教授
- 2010年4月 熊本大学大学院法曹養成研究科教授
- 2011年4月 北海学園大学大学院法務研究科教授
- 2016年4月 岡山大学大学院法務研究科教授[1]
- 2024年10月 北海道大学大学院法学研究科教授

## 主要著書
- 大隈義和, 大江正昭編『憲法学への招待』（分担執筆、青林書院、2000年初版・2003年第2版）
- 中村睦男編著『はじめての憲法学』（共著、三省堂、2004年初版・2010年第2版）